# Роберт Бейквелл
Роберт Бейквелл (англ. Robert Bakewell; 10 березня 1767 — 15 серпня 1843, Хемпстед) — англійський геолог. Вважається одним з перших розробників принципів загальної та практичної геології.
Його праця «Введення в геологію» (1813) витримала п'ятнадцять видань (останнє — в 1838). Роботи Бейквелла видавалися в Німеччині і США.
У своїх теоретичних пошуках Бейквелл підтримував ідеї Джеймса Гаттона.